# Clase Atago
La clase Atago es una serie de destructores lanza misiles guiados (あたご 型 護衛 艦 |? Atago-gata-go-ei-kan) que son una versión mejorada de los destructores de la clase Kongo de la Fuerza Marítima de Autodefensa de Japón (JMSDF) . Es una variante japonesa de la clase Arleigh Burke de la Marina de Estados Unidos (Flight IIA). Ambas naves de la clase comparten nombre con cruceros japoneses de la Segunda Guerra Mundial. En ocasiones, los destructores de la clase Atago han sido erróneamente denominados cruceros por los medios de comunicación japoneses.

## Diseño
En el 2000, la Oficina de la Agencia de Defensa Marítima Japón incluyó otros dos buques Aegis en su presupuesto de cinco años además de los cuatro destructores de la clase Kongō ordenados originalmente. La clase Atago es fundamentalmente una versión mejorada y en mayor escala de destructores de la clase Kongō. Cuenta con instalaciones amplias y capaces de un funcionamiento flexible. Uno de los cambios más evidentes es un hangar adicional para llevar a un helicóptero SH-60K. En comparación con la clase Arleigh Burke (Flight I)-Kongō, que sólo tenía plataformas para helicópteros (pero ningún equipo de apoyo), estos barcos tienen mejores instalaciones para el manejo de helicópteros. Para mejorar la función de la clase Atago como centros de mando el puente es dos pisos más alto que de la clase Arleigh Burke Vuelo IIA, haciendo que su desplazamiento a plena carga sea de más de 10 000 toneladas, la primera vez para una nave de combate de superficie de JMSDF.

## Buques de la Clase Atago
| Numeral       | Nombre   | Puesto en grada    | Botado               | Asignado            | Puerto base | Imagen |
| ------------- | -------- | ------------------ | -------------------- | ------------------- | ----------- | ------ |
| DDG177 (2317) | Atago    | 5 de abril de 2004 | 24 de agosto de 2005 | 15 de marzo de 2007 | Maizuru     |        |
| DDG178 (2318) | Ashigara | 30 de mayo de 2005 | 30 de agosto de 2006 | 13 de marzo de 2008 | Sasebo      |        |